# Lucas van Leyden
Lucas van Leyden (Leiden, 1494 - 1533) va ser un pintor i gravador holandès, el seu nom verdader era Lucas Hugensz o Jacobsz. Va destacar entre els primers membres de la pintura de gènere holandès i és considerat un dels més brillants gravadors de la història de l'art. Una altra forma en què pot veure-se escrit el seu nom és Lucas Huygenz.

## Vida i obra
Va néixer a Leiden (Països Baixos) i va estudiar amb el seu pare, que era pintor, i amb el també pintor holandès Cornelis Engelbrechtsen, mostrant una precoç aptitud per a l'art del gravat. Entre les seves primeres planxes, es compta una Maria Magdalena al desert que va poder gravar amb 13 anys.
Lucas va realitzar més de 200 gravats, aiguaforts i dissenys per a xilografies, la majoria de temàtica religiosa o al·legòrica, en què va destacar com un dibuixant consumat.
La seva obra està marcada per un sentit monumental a la composició de les figures, la utilització de la perspectiva aèria, minuciositat a les vestidures i naturalisme a la caracterització dels personatges. Les seves primeres sèries de planxes sobre la Passió de Jesucrist, realitzades el 1509, ja mostren la mestria de l'artista. El 1510, amb 16 anys, va signar dues planxes, Crist presentat al poble i La lletera, que serien admirades per Rembrandt. A la seva producció juvenil va ser evident la influència d'Albert Dürer, que després se'n va anar atenuant (h.1518-20), fins que una trobada directa amb ell la va revifar.
En 1521 el citat pintor i gravador alemany viatja a Anvers, per renovar certs privilegis amb el nou emperador Carles V. Llavors es coneixen Van Leyden i Dürer; es fan amics i Van Leyden adoptarà alguns trucs tècnics que li comenta el geni alemany. A partir de llavors, és creixent la influència del renaixement italià, pel més gran interès en temes mitològics i de nu. Una sana competència el porta a exacerbar el seu perfeccionisme, elevant encara més la qualitat de les seves petites planxes. Després es perceben influències de Jan Gossaert i de l'incipient manierisme francès.

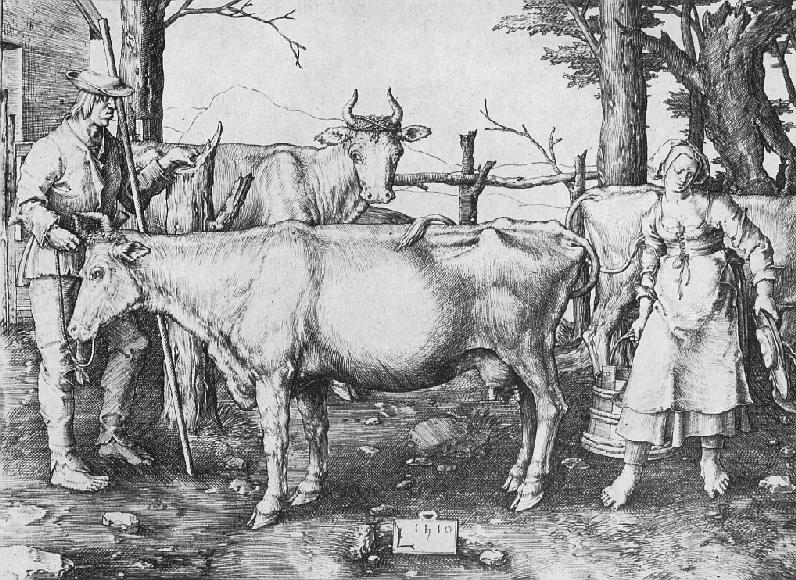
La lletera, famós gravat de Van Leyden que va admirar Rembrandt

Els gravats de Van Leyden, atresorats des de data primerenca com joies de col·lecció, es localitzen en múltiples biblioteques i museus de tot el món. Cal destacar, la col·lecció de la Biblioteca Nacional d'Espanya a Madrid, per bé que el col·leccionisme de gravats va tenir limitada difusió en aquest país.
En comparació, els seus quadres són més simples i menys aconseguits, i molt pocs són d'autoria segura. De la producció pictòrica de Lucas destaca El Judici Final (1526-1527), Museu Stedelijk, Leiden, i Crist presentat al poble (1530, Metropolitan Museum de Nova York). A Espanya amb prou feines es registra un exemple fiable, Partida de cartes (Madrid, Museu Thyssen-Bornemisza), on els personatges s'han identificat com a alts dignataris europeus, en una al·legoria de la complexa situació política que es vivia llavors.